# Фейт Гілл
Одрі Фейт Перрі, у шлюбі МакҐро, відома як Фейт Гілл (англ. Audrey Faith McGraw; нар. 21 вересня 1967, Стар, Міссісіпі, США) — американська кантрі-співачка та продюсерка звукозаписів. Одна із найуспішніших кантрі-виконавців всіх часів. У світі було продано понад 40 мільйонів копій її альбомів.
Дебютний альбом «Take Me as I Am» випустила у 1993. Володарка п'ятьох Греммі, 15 Academy of Country Music Awards та 6 American Music Awards.

## Життєпис
Народилася 21 вересня 1967 у Ріджленді, що знаходиться північніше міста Джексон в штаті Міссісіпі. Будучи немовлям, була удочерена та названа Одрі Фейт Перрі. Виросла у містечку недалеко від Стар, 20 миль поза кордонами Джексона. Її прийомні батьки, Една та Тед Перрі, виростили дочку із двома біологічними синами у християнському оточенні.
Одружена з кантрі-співаком Тімом Макгро, з яким має сина.

## Дискографія
Студійні альбоми
- Take Me as I Am (1993)
- It Matters to Me (1995)
- Faith (1998)
- Breathe (1999)
- Cry (2002)
- Fireflies (2005)
- Joy to the World (2008)
- The Rest of Our Life (із Тімом Макгро) (2017)